# Acteonimorpha
Acteonimorpha zijn een subterklasse van slakken (Gastropoda).

## Taxonomie
De volgende taxa zijn bij de subterklasse ingedeeld:
- Superfamilie Acteonoidea d'Orbigny, 1843
- Superfamilie Rissoelloidea Gray, 1850